# Dysza

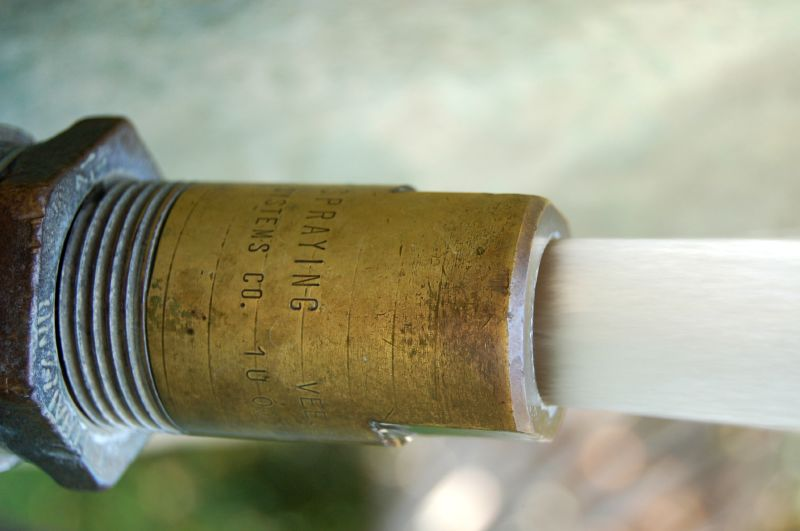
Dysza wodna

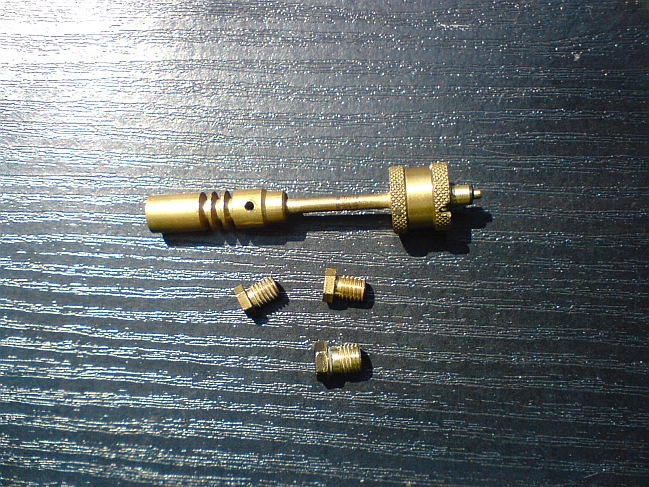
Przykładowe dysze montowane w palnikach gazowych

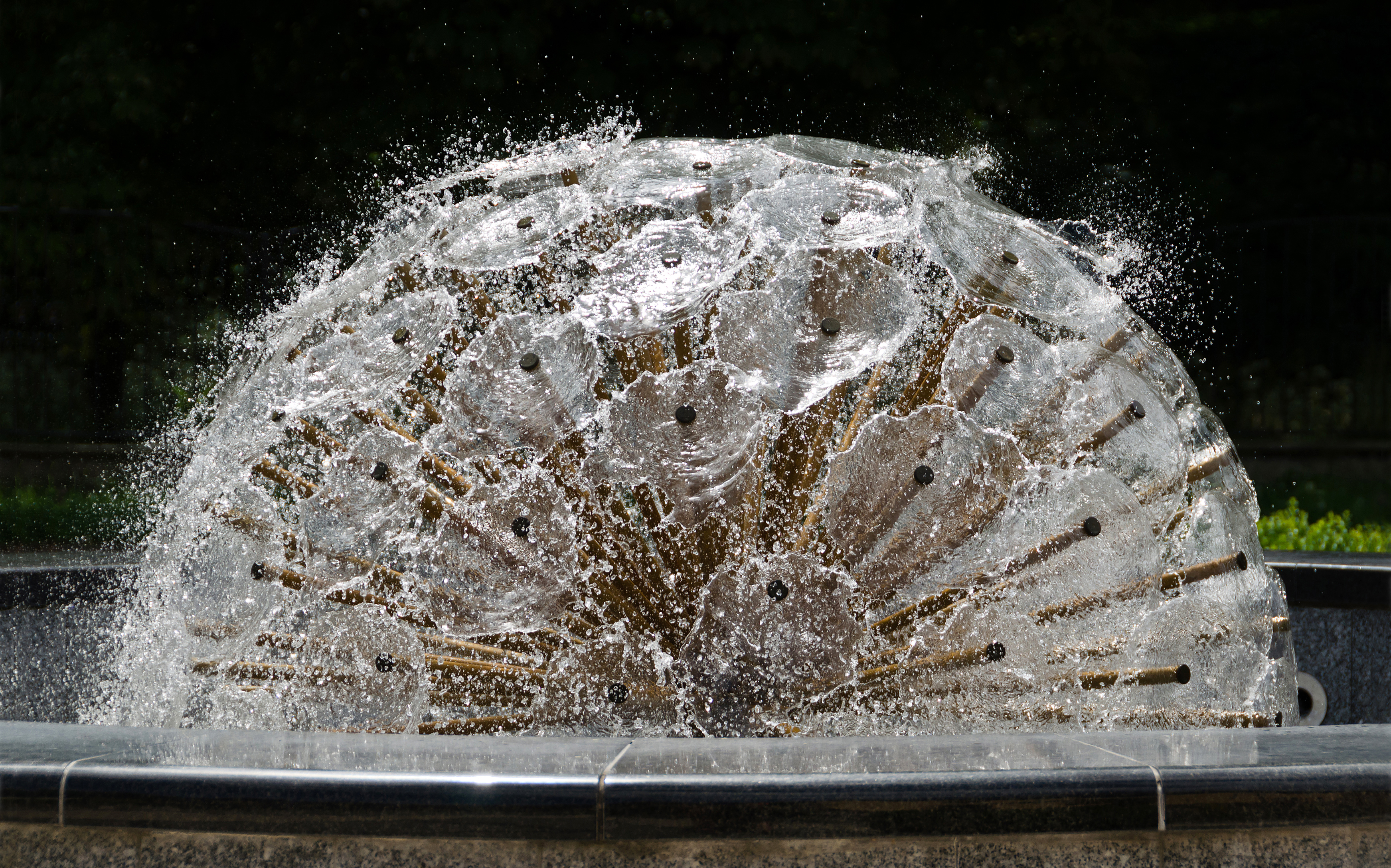
Dysze w fontannie

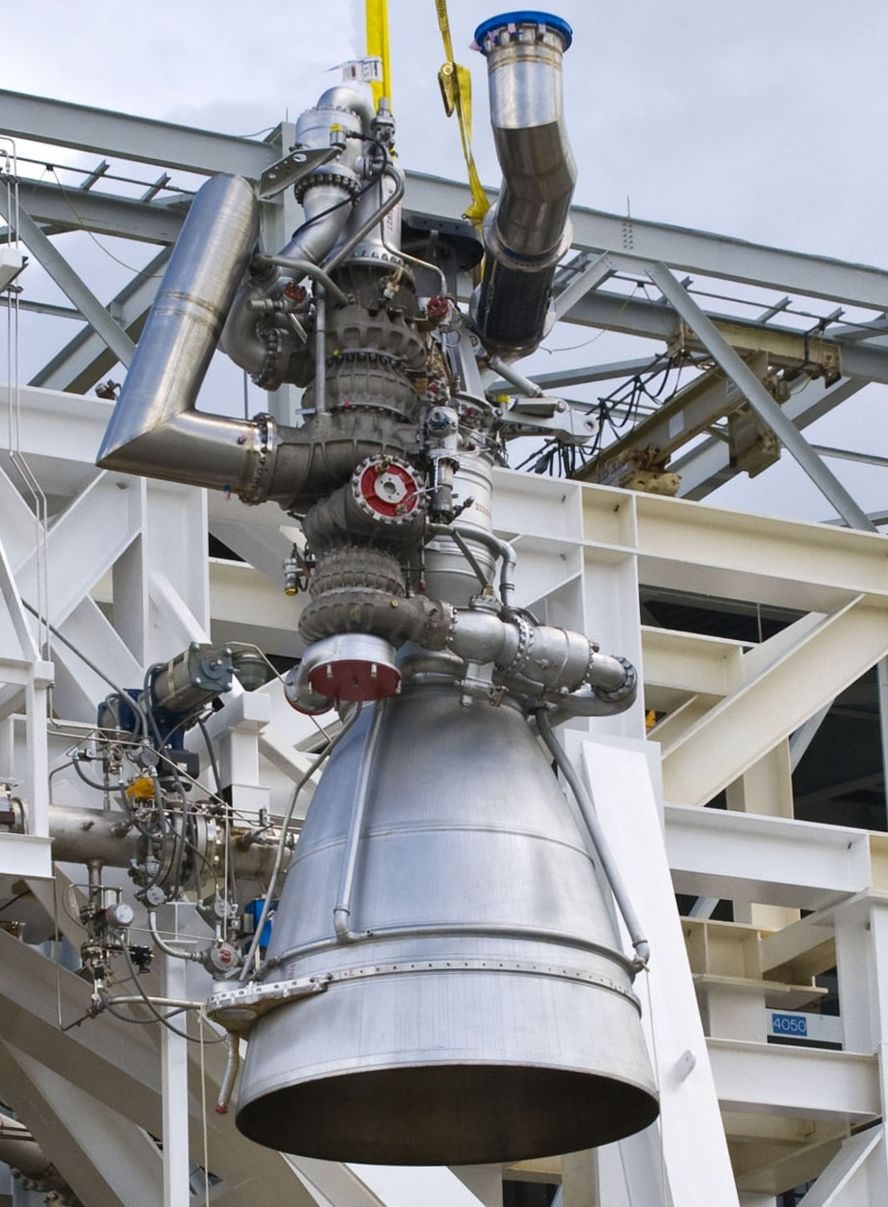
Dysza silnika rakietowego

Dysza – przyrząd do sterowania kierunkiem lub charakterystyką wypływu płynu (gazu lub cieczy). Dysza jest najczęściej rurą o zmiennym przekroju, niekoniecznie okrągłym. 
Charakterystyka wypływu płynu to prędkość, koncentracja lub kształt. Często celem stosowania dysz jest uzyskanie maksymalnej szybkości wypływu, aby uzyskać maksymalny odrzut (np. w silnikach odrzutowych) lub maksymalny zasięg strumienia (np. w wężach strażackich, armatkach wodnych). Przykładem sterowania kierunkiem jest ciąg wektorowany w samolotach. Czasem chodzi o uzyskanie maksymalnej koncentracji strumienia, na przykład w urządzeniach typu waterjet, lub wręcz przeciwnie – maksymalnego rozproszenia, przykładowo w rozpylaczach lakierów w zakładach fryzjerskich oraz lakierniach samochodowych. Sterowanie kształtem pozwala uzyskać, między innymi, kurtyny wodne i powietrzne.

## Typowe zastosowania
- prądownice (w wężach ogrodowych i pożarniczych, gaśnicach, fontannach)
- rozpylacze aerozoli
- gaźniki i wtryskiwacze w silnikach spalinowych
- silniki odrzutowe (w tym rakietowe)
- pędniki wodnoodrzutowe
- palniki (w spawarkach, piekarnikach)
- mikrodysze w drukarkach atramentowych
- urządzenia typu waterjet (do cięcia, drążenia lub czyszczenia)
- kurtyny wodne i powietrzne